# Arakangebergte
Het Arakangebergte (Birmaans: ရခိုင်ရိုးမ, Arakan Yoma) is een gebergte in het westen van Burma (Myanmar). In het zuiden loopt het gebergte langs de westkust van Myanmar in Rakhine State; in het noorden vormt het de grens van Burma met Bangladesh en India. Het gebergte is minstens 400 km lang en loopt van Kaap Negrais in het zuiden tot Manipur in het noorden, waar het overgaat in het Patkaigebergte. Het vormt de scheiding tussen het Centraal-Burmaans Bekken van de Irrawaddy in het oosten en een smalle kustvlakte langs de Golf van Bengalen, het laagland van Bangladesh, en het heuvelland van Mizoram (in het noordoosten van India) in het westen. Het gebergte is dichtbegroeid en nauwelijks ontsloten. Het vormt een natuurlijke barrière tussen het Centraal-Birmaans Bekken en het Indisch Subcontinent.
De Chin Hills, Mizo Hills en Lushai Hills worden allen tot het gebergte gerekend. Het hoogste punt is de berg Nat Ma Taung (Mount Victoria) (3095 m) in de Chin Hills. Het centrale bekken van Birma, met de rivier de Irrawaddy, ligt in de regenschaduw van de Arakan. Het gebied rondom Bagan wordt daarom wel de "droge zone" van Burma genoemd: het heeft een droger klimaat dan omringende gebieden in Zuid- en Zuidoost-Azië. Het gebergte zelf is begroeid met nat tropisch loofbos, dat op de lagere delen van de westelijke flanken overgaat in natter tropisch regenwoud. Het eerste vormt een eigen ecoregio: Chin Hills-Arakan Yoma-montaan bos. Het tweede behoort tot de ecoregio Mizoram-Manipur-Kachinregenwoud.
De Arakanketen vormt de natuurlijke barrière tussen het kustgebied van Rakhine State en het centrale deel van Burma. Vanwege de geïsoleerde ligging van Rakhine heeft het gebied een sterk afwijkende cultuur en geschiedenis. Veel lokale gemeenschappen in het westen van Burma, met name in Chin State en Rakhine State, zijn nog steeds sterk geïsoleerd en vrijwel alleen per vliegtuig of boot te bereiken.